# Alliance des forces démocratiques
L'alliance des forces démocratiques (abrégé en AFD) est une coalition de partis politiques ivoiriens fondée le 26 mars 2014. Elle succède au congrès national de la résistance pour la démocratie et incarne la mouvance centre gauche ivoirienne.
Le Front populaire ivoirien constitue la tête de pont de la coalition, créée en vue de l'élection présidentielle ivoirienne de 2015. L'AFD s'oppose à la coalition de droite du RHDP, et a un différend politique et idéologique profond avec la coalition nationale pour le changement.

## Composition
L'alliance des forces démocratiques est composée de douze formations politiques, dont une majorité sont de micro-partis ou de petits partis issus de scissions anciennes : 
- Front populaire ivoirien (FPI), dirigé par Pascal Affi N'Guessan (principale formation politique de la coalition) ;
- Parti ivoirien des travailleurs (PIT), dirigé par Daniel Akoi Ahizi ;
- Rassemblement pour la paix, le progrès et le partage (RPP), créé et dirigé par Laurent Dona Fologo ;
- Alliance ivoirienne pour la république et la démocratie (AIRD), créé et dirigé par Éric Kahé ;
- Congrès ivoirien pour le développement et la paix (CIDP), créé et dirigé par Babily Dembélé
- Nouvelle alliance de Côte d'Ivoire pour la patrie (NACIP), créé et dirigé par Mohamed Jicji
- Rassemblement pour la démocratie et pour la paix (RDP), créé et dirigé par Séraphin Oulaï Tia ;
- Union des démocrates pour le progrès (UDP), créé et dirigé par Gbamenin Bi Tra ;
- Union pour la démocratie totale en Côte d'Ivoire (UDTCI), créé et dirigé par Bertine Tia Moné ;
- Union républicaine pour la démocratie (URD), créé et dirigé par Danièle Boni-Claverie ;
- Union des nouvelles générations (UNG), créé et dirigé par Stéphane Kipré ;
- Parti pour la Côte d'Ivoire (PCI), créé et dirigé par Jean-Jacques Bechio.